# Virginie Boutaud
Virginie Adèle Lydie Boutaud ep. Manent (São Paulo, 27 de fevereiro de 1963), conhecida no meio artístico como Virginie Boutaud ou simplesmente Virginie, é uma cantora, compositora e atriz franco-brasileira.Tornou-se conhecida como vocalista da banda de new wave Metrô.

## Biografia

### Juventude
Virginie é filha de emigrantes franceses recém-chegados. Desde os dois anos e meio estudou no Lycée Pasteur, colégio franco-brasileiro de São Paulo. Aos treze anos foi contratada pela TV Cultura para participar do programa Oum le Dauphin, escola de francês para crianças. Aos quinze anos, sua turma de amigos já contava com Alec Haiat, Yann Laouenan, Daniel "Dany" Roland e Xavier Leblanc. Seu maior passatempo era cantar e tocar violão. Sua mesada era ganha em gravações de comerciais (Guaraná Taí, fitas cassete da BASF - premio de melhor interpretação feminina no festival brasileiro da produção publicitária do ano de 1986 - Maionese Gourmet, Coconut Nestlé, Sorvetes Kibon, Shell, Hering, Bic) e fotos em editoriais de moda e capa de revistas como Vogue, Interview, Capricho e Claudia. 

### A Gota Suspensa e Metrô
Em 1979, integrou com seus amigos a banda de rock progressivo experimental A Gota Suspensa, formada em 1978. Antes de focalizar em sua carreira musical, levada à TV pelo sucesso de publico, Virginie, que já era modelo, também experimentou a vida de atriz. Foi Irma, na novela Os Imigrantes (1981), ano em que terminou o colégio. Em 1983 abandonou a faculdade de artes cênicas, que cursava na faculdade de Belas Artes em São Paulo, para dedicar-se à Gota. Em 1984, seguindo a linha já anunciada com o álbum híbrido A Gota Suspensa, os cinco amigos continuaram evoluindo em sua linguagem musical, atraídos por um som pop e acessível, inspirados por Rita Lee, Blondie, Telephone e Laurie Anderson, entre outros. A assinatura de um contrato com a CBS, no ano de 1984, os confrontou em sua vontade de assumir de vez o POP:  mudaram de nome e passaram a ser o Metrô. Seu primeiro lançamento foi o compacto com as canções "Beat Acelerado" e "Sândalo de Dandi", pela Epic Records, com produção de Luis Carlos Maluly e Alexandre Agra. 
Em fevereiro de 1985 foi lançado primeiro álbum do Metrô, Olhar, que colecionou sucessos com "Tudo Pode Mudar", "Johnny Love" e "Tititi", que catapultou a banda à fama e às estradas do Brasil. Com a ruptura ao ritmo de vida no entanto apareceram divergências e da grande fadiga surgiram dúvidas, foi aí que veio a ruptura da banda.
Virginie teve oportunidade de participar com Metrô nos filmes Areias Escaldantes de Francisco de Paula, e Rock Estrela, de Lael Rodrigues.

### Outros projetos
Em 1988, após ter conseguido sair da depressão pós ruptura e conhecido outros ares, outras tribos, a convite do produtor Glauco Guerin, Virginie conheceu outra turma e foi criado o projeto Virginie & Fruto Proibido. Banda formada por Dom Betto (autor, compositor e interprete do hit "Pensando nela", na guitarra), Nilton Leonardi (baixo) e Albino Infantozzi (bateria). O álbum Crime Perfeito saiu pela Epic no mesmo ano. A canção "Más Companhias" seria incluída na trilha sonora da telenovela de 1988 Fera Radical. Neste álbum Virginie foi co-autora de sete canções com Dom Betto, e cantou autores como Itamar Assumpção (que tal o impossível), assinando também a parceria de "il était une fois" com o francês Philippe Kadosch.
Algum tempo depois, Virginie resolveu dar um tempo na carreira musical e foi trabalhar no Consulado da França, em São Paulo. Lá conheceu o diplomata francês Jean-Michel Manent, com quem acabou se casando e viveu fora do Brasil. Viveram na Namíbia, na França, no Moçambique, no Uruguai, e finalmente, Madagascar. Tiveram duas filhas, Marie Hélène (Mahé) e Mélanie.
Em 1988, foi protagonista da campanha nacional de vacinação do Ministério da Saúde ao lado de Zé Gotinha.
Em 1989, Virginie fez uma participação especial no último álbum do cantor gaúcho Joe Euthanazia, intitulado Joe, nas faixas "Ligação Direta" e "Uma Rajada de Balas". A interpretação de Virginie tornou atemporais os sucessos "Tudo Pode Mudar" e Johnny love, ambas parcerias com Joe. No mesmo ano foi convidada por Supla a cantar a musica  "Borboleta Rosa" no primeiro álbum solo do rockeiro. Participou igualmente da releitura de "O Vira", uma de suas canções fetiche, sucesso dos Secos e Molhados no album de Jairzinho e Simony, lançada igualmente em versão em espanhol pela CBS. Virginie também cantou com João Penca e Seus Miquinhos Amestrados a faixa "Sem Ilusões" do álbum Além da Alienação e com Kid Vinil, em Kid Vinil e os heróis do Brasil, cantou "Assassinato Anônimo". Foi nesta época igualmente que Virginie fez parceira com Arrigo Barnabé escrevendo versões para canções como "O gato" e "Numa praia do Brasil", esta ultima defendida junto com Arrigo no festival "O som das águas" em 1987. As versões francesas "Mon chat" e "Sur une plage du Brésil" foram gravadas em francês em co-produção de Arrigo e Virginie e continuam inéditas até hoje.
Em 1995, fez uma curta aparição contracenando com Marco Nanini e Marcos Palmeira no filme de Carla Camurati Carlota Joaquina, Princesa do Brazil.
Em 1999, Virginie se casou em Windhoek, Namíbia, com Jean-Michel Manent. Durante sua vida fora do Brasil, Virginie sempre esteve envolvida em trabalho voluntário ligado à educação e crianças carentes e crianças deficientes, antes de se estabelecer em Saint Orens de Gameville, cidade próxima de Toulouse na França, onde vive desde 2013. Jean-Michel faleceu de um câncer fulgurante em 7 de junho de 2015.

### Volta do Metrô
Em 2002. Virginie foi convidada a reativar o Metrô por Dany e Yann. (Alec decidiu não participar por razões pessoais e devido a seu envolvimento com outros projetos, Xavier decidiu ser apenas creditado como músico convidado). O álbum Déjà Vu foi o primeiro álbum com inéditas e muitas releituras do Metrô desde A Mão de Mao (1987 - com Pedro d'Orey na voz). Em 2004, Virginie, Dany, André Fonseca e Donatinho realizam uma série de shows promovendo Déjà Vu pelo Brasil, França, Londres, Moçambique e Portugal. Em Lisboa participaram de um álbum-tributo à Amália Rodrigues com a música "Meu Amor, Meu Amor" (Meu Limão de Amargura).
Em 8 de novembro de 2014, Metrô se reuniu na formação original em São Paulo para um show presente celebrando o 50º aniversário do colégio onde se conheceram, o Lycée Pasteur : por coincidência era também o 30º aniversário do Metrô.
O Metrô se encontrou regularmente em shows e composições desde então. Lançaram o single autobiográfico Dando voltas no mundo, comemorando parcerias com Guilherme Arantes na inédita "Nos mapas do universo " e Ruben Jacobina em "A vida é bela lalaiá", single lançado em 2017.
Em 2016, Metrô e Sony Music lançaram uma reedição especial de 30 anos de seu primeiro álbum, Olhar, duplo CD que inclui todas as faixas do álbum original, muitas fotos, remixes, faixas demo e apresentações ao vivo da turnê Olhar de 1985. Até 2019, Virginie trabalhou com inclusão de crianças com necessidades especiais em escolas. (AVS). Sempre atenta e em contato com seus fãs, ela continua compondo e participa regularmente a ações de apoio e promoção contribuindo com associações laicas de ajuda aos mais carentes e em defesa dos direitos humanos de forma geral, mas também da natureza e dos animais, promovendo o antispecismo (Virginie é Vegana desde 2015). Virginie interage na cena cultural da região de Toulouse e integra como membro ativa a ABC, Associação Cultural Brasileira, cujo objetivo é valorizar a cultura brasileira localmente, acolher e fomentar intercambios e somas culturais Brasil/França . Instalada na região de Toulouse, ela vem regularmente ao Brasil matar saudades e/ou atendendo a convites para participar em shows  nos quais dividiu a cena com artistas como Ritchie, Ira! , Arrigo Barnabé, Fernanda Takai,  Kiko Zambianchi, George Israel, Guilherme Isnard  , Mauricio Gasperini , Erika Martins, Autoramas, Rubem Jacobina, ... Em 2019 Virginie retomou a musica compondo e gravando com parceiros especiais, montando projetos musicais para curtir a vida e resistir contra qualquer obscurantismo rebatendo com alegria.
Em 2021, criou o supergrupo Bruxas Exorcistas formado por diversas vocalistas femininas Érika Martins (Autoramas), Lovefoxxx (Cansei de Ser Sexy), Apolonia Alexandrina (Anvil FX), Maria Paraguaia (Grupo Escambau e Cigarras, Moquette), Camila Costa e Emilie Ducassé.
Virginie tem lançado regularmente parcerias, produções Musicais solo e participações em álbuns de artistas diversos como Ira!, Fernanda Takai, Anyfaces, Roberto Gava, Metrô e Jully entre outres. Como compositora também tem interagido com artistas como Ivor Lancelotti, Erika Martins e Roberto Gava.
Em maio de 2023, Virginie voltou aos palcos cantando em francês e português, suas duas línguas natais, em apresentações em São Paulo, Rio de Janeiro e Niterói, participando como o também ex-aluno maestro Joao Carlos Martins, da festa de comemoração dos cem anos do colegio francês Lycée Pasteur no qual também estudaram Rita Lee, o médico Drauzio Varella, o economista Paul Singer e a jornalista Lillian Witte Fibe. Tambem veio em 2024 participar do MEGA HITS FESTIVAL, em SP, e da tradicional festa 80 na piscina gigante de Brasilia.
A vida é bela, No Balanço das horas, tudo pode mudar. Nada menos do que a Revolução.

## Discografia e lançamentos

### Com Metrô
- 1983: A Gota Suspensa (como A Gota Suspensa) - LP Vinil - Underground
- 1985: Olhar (LP, fita cassette) - CBS/Sony
- 2002:  Déjà Vu  (CD e digital) Independente
- 2015: Single Dando Voltas no Mundo  Digital/independente
- 2016: Olhar edição comemorativa - Digipack duplo CD comemorativo dos trinta anos de OLHAR, com faixas ao vivo+bônus /digital
- 2016 : Metrô ao vivo no Showlivre - digital
- 2016: Single A Vida é Bela [2]Digital/independente
- 2022 : Message d'amour - Metrô/Virginie Boutaud-Digital/independente
- 2022 : A Vida é bela lalaiá - versão acustica - Virginie Boutaud/Metrô -Digital/independente

### Com Virginie & Fruto Proibido
- 1988: Crime Perfeito CBS/SONY - (album relançado em formato digital em todas as plataformas Sony Music em 2017)

### Como convidada
- 1985 Balão Mágico, (LP, com Metrô) Não dá Pra Parar a Música  - CBS/Sony-inil e cassette (CD ?)
- 1989: com Joe Euthanazia (vocais adicionais em Ligação Direta e Uma Rajada de Balas)-Album "JOE " WEA-Vinil e digital
- 1989: Supla (vocais adicionais em Borboleta Rosa)- CBS/SONY-Vinil/cassete
- 1986 Com Kid Vinil e os heróis do Brasil 1986: Kid Vinil e os Heróis do Brasil (1986, gravadora 3M), vocais em Assassinato anônimo  - Vinil
- 1988 Com Jairzinho & Simony 1988: o Vira  (Secos e molhados) - com versão em espanhol "Mira Mira" CBS/Sony- Vinil (Brasil e Espanha)
- 1988 Com João Penca e Seus Miquinhos Amestrados : "Sem Ilusões" no album Alem da alienação- Vinil
- 2077 Com Os ritmistas "Radio patrulha" - Independente - CD, Bandcamp, digital-independente
- 2020 Com Ira! : "Efeito Dominó", parceria de Virginie com Edgard Scandurra no album Ira, versão em francês, com clip de Gustavo Von Ha. Vinil Estudio Caixa de Som e Digital  Ditto.
- 2020 Com Fernanda Takai, parceria em "O amor em tempos de Colera", no album "Serà que você vai acreditar" CD e Digital TRACK
- 2021 Com Roberto Gava "Troca de pneu" e "canção de amor de um tempo ruim", versoes de B.Brecht digital-independente
- 2022 Com Anyfaces "I fell of the chains" com clip da Banda - Digital-independente
- 2023 Com Jully "SOS"- Versão em francês - clip dirigido por Levindo Carneiro e editado por Jully -Digital-Tratore
- 2024 - com Habitants HBT- "This love is true" (Renato Malin)
- 2024 - Outubro - Com Alana Claudiana - Single "A coisa Certa" (Mariana Davies)
- 2024 - Setembro- Com Roberto Gava "Só assim" Digital-independente

### Em parceria -e/ou Co-produção
- 1988 Com Arrigo Barnabé  coprodução e versões  Sur une plage du Brésil, Mon Chat (digital e vinil)
- 2020 Com Edgard Scandurra "Le déserteur", de Boris Vian - Edgard et Virginie clip por Geandre Tomazzoni - Digital-independente
- 2021 Com Aline Rochedo Pachamama , Churiáh Puri, "Abya Yala"  com clip de Alberto Alvares Guarani - Digital-independente
- 2022 Com Arrigo Barnabé do vinil compacto  "sur une plage du brésil"( Arrigo Barnabé ) com clip de Thai Fung Ha ) e "Mon chat". Vinilbrasil - Independente
- 2023 Com Metrô, "Nos Mapas do Universo"  ( Yann Laouenan, Guilherme Arantes ), clip com imagens de Mélanie Boutaud editado por Daniel Scandurra.
- 2024 - Abril - com Arrigo Barnabé  - Single digital "Mon chat" (Arrigo Barnabé/Alberto Riberti) lado B do vinil, com clip em animação de Fiona Aman
- 2025 - "Jardin Partagé" (Zé Lauro Azevedo), com Zé Lauro Azevedo, Cecile dos Reis, Romain Frecenon, Nuria Romero, Lunel Gabon - Clip (ver ficha tecnica)

### Produção musical
- 2020 "Irmã" (Virginie Boutaud) 90% instrumental - Digital-independente ) - Capa Virginie
- 2020 Com o projeto Bruxas exorcistas "Vade retro Satanás" (Virginie Boutaud)  com clip por Rapha Erichsen - Digital - Selo Maxilar
- 2022 Com Bruxas Exorcistas "Sex object",  direção, arranjo e mix Virginie - versão de Kraftwerk no projeto Kraftworld com clip editado por Luiz Terra- Digital - Selo Maxilar/Youtube - Exclusivo em Youtube.
- 2022 Com Bruxas exorcistas "Nada menos do que a Revolução" (Apolonia Alexandrina, Virginie Boutaud)- com participação especial de Aline Deluna - produção, arranjo e mix  Virginie - Capa do single Luiz Terra - Digital - Selo Maxilar
- 2022 "Vive le vent" canção de Natal - Produção, arranjo, mix, interpretação - Virginie - Digital-independente - Seleção imagens Pixabay por Virginie e Mahé, clip editado por Roberto Gava, Capa Virginie
- 2022 "Mon beau sapin" canção de Natal - Produção, arranjo, mix, interpretação - Virgnie - Digital-independente - Seleção imagens Pixabay por Virginie e Mahé,clip editado por Roberto Gava, Capa Virginie
- 2024 "Mon rayon de soleil" e "meu raiozinho de Sol" autoral, Produção, arranjo, mix, interpretação, direção - Virginie - digital - independente, master Roberto Gava - Clip em animação e capa de La.u_designs (Abril)